# Appendicula kaniensis
Appendicula kaniensis är en orkidéart som beskrevs av Rudolf Schlechter. Appendicula kaniensis ingår i släktet Appendicula och familjen orkidéer. Inga underarter finns listade i Catalogue of Life.